# Plein la bobine
Plein la bobine est un festival de cinéma jeunes publics du massif de Sancy dont la première édition a eu lieu en 2002.
L'association Plein la Bobine organise ce festival. Son objectif est de développer des actions d'éducation à l'image toute l'année sur le territoire de Sancy et au-delà. 
Le festival Plein la Bobine se tient chaque année à La Bourboule (Puy-de-Dôme) et depuis 2020, il s'est également implanté à Issoire. Il propose des courts métrages et des longs métrages adaptés au jeune public, à partir de 2 ans. 
Le festival fait partie des festivals éligibles par le CNC en tant que Festival de cinéma de catégorie 1